# لاري بلاك
لاري بلاك (بالإنجليزية: Larry Black)‏ هو منافس ألعاب قوى أمريكي، ولد في 20 يوليو 1951 في ميامي في الولايات المتحدة، وتوفي بنفس المكان في 8 فبراير 2006 بسبب أم الدم.

## وصلات خارجية
- لاري بلاك على موقع الاتحاد الدولي لألعاب القوى (الإنجليزية)
- لاري بلاك على موقع أوليمبيديا (الإنجليزية)